# 荔波壁虎
荔波壁虎（学名：Gekko liboensis）为壁虎科壁虎属的爬行动物。在中国大陆，分布于贵州等地，主要生活于农舍墙上。其种加词“liboensis”意为“贵州荔波的”。

## 保护
本种于2023年被收录入《有重要生态、科学、社会价值的陆生野生动物名录》。